# CSI: A helyszínelők (2. évad)
Az itt található lista az A helyszínelők című televíziós sorozat második évadjának epizódjait tartalmazza. Az évad eredeti sugárzása a CBS-en 2001. szeptember 27. és 2002. május 16. között volt.
| #    | Magyar cím | Eredeti cím                | Rendező          | Író                                                         | Eredeti premier / Magyar premier | No. # |
| ---- | --- | -------------------------- | ---------------- | ----------------------------------------------------------- | -------------------------------- | ----- |
| 2x1  | „Elfojtva” | „Burked”                   | Danny Cannon     | Carol Mendelsohn & Anthony E. Zuiker                        | 2001. szeptember 27. /           | 24    |
| 2x1  | Amikor a közismerten drogfüggő Tony Braun-t holtan találják saját lakásában, összehívják Grissom-ot és a csapat többi tagját. Az első diagnózis túladagolás, azonban a további vizsgálatok új tényekre derítenek fényt. |                            |                  |                                                             |                                  |       |
|      | |                            |                  |                                                             |                                  |       |
| 2x2  | „Káoszelmélet” | „Chaos Theory”             | Kenneth Fink     | Josh Berman & Eli Talbert                                   | 2001. október 4. /               | 25    |
| 2x2  | Az egész helyszínelő csoport egy helyi egyetemen nyomoz egy eltűnéssel kapcsolatban. Egy fiatal nő látszólag minden nyom nélkül egyszerűen eltűnt a föld színéről. Az összes lehetséges gyanúsítottnak lehetett valamilyen indoka, hogy eltegye őt láb alól, mégsem akar összeállni a kép. |                            |                  |                                                             |                                  |       |
|      | |                            |                  |                                                             |                                  |       |
| 2x3  | „Túlterhelve” | „Overload”                 | Richard J. Lewis | Josh Berman                                                 | 2001. október 11. /              | 26    |
| 2x3  | Grissomék egy valószínűsíthető öngyilkosság ügyében kezdenek nyomozni, mely egy nagyvolumenű építkezésen történt. A seriff kérése ellenére Grissom megszállottan állítja, hogy nem öngyilkosság, hanem gyilkosság történt. Eközben Nick és Catherine egy fiatal fiú halálának körülményeit vizsgálják. A tinédzser fiú bizonyosan különleges bánásmódban részesült pszichológusnőjének rendelőjében, legalábbis a jelek erre utalnak. - Vendégszereplő: Glenn Morshower |                            |                  |                                                             |                                  |       |
|      | |                            |                  |                                                             |                                  |       |
| 2x4  | „Osztály, vigyázz” | „Bully for You”            | Thomas J. Wright | Ann Donahue                                                 | 2001. október 18. /              | 27    |
| 2x4  | A törvényszéki szakértő csapatot egy helyi főiskolához rendelik ki, ahol nemcsak meggyilkolnak valakit, hanem még egy elrohadt holttestet is találnak. Egy másik diák is megsebesül - az iskolai mosdóban találnak rá - s az áldozat egy másokat terrorizáló zsarnok. Grissom egyre inkább úgy érzi, hogy egy olyan személyt kell keresnie, aki mindenáron bosszút akar állni a rajta elkövetett sérelmeken.                                                            |                            |                  |                                                             |                                  |       |
|      | |                            |                  |                                                             |                                  |       |
| 2x5  | „Scuba Doobie-Doo” | „Scuba Doobie-Doo”         | Jefery Levy      | Elizabeth Devine & Andrew Lipsitz                           | 2001. október 25. /              | 28    |
| 2x5  | Grissom-ékat egy elhagyott, vérnyomokkal ellepett lakásba hívják, miközben Nick és Catherine egy halott búvár ügyét vizsgálják. A csapat tagjai elkezdenek gyanakodni a bérlőre, akinek barátnője állítólag szüleit látogatja meg, azonban család szerint lányuk nincs ott. - Vendégszereplő: Brad Johnson |                            |                  |                                                             |                                  |       |
|      | |                            |                  |                                                             |                                  |       |
| 2x6  | „A fiúk” | „Alter Boys”               | Danny Cannon     | Ann Donahue                                                 | 2001. november 1. /              | 29    |
| 2x6  | Grissom-ék gyilkossági ügyben nyomoznak, ahol a gyanúsítottat éppen akkor leplezték el, amikor eltemette áldozatait. Catherine és Warrick halott nő után nyomoznak, akit a hotel medencéjében találtak meg. Többféle variáció is felmerül bennük, de vajon mi is történt valójában? |                            |                  |                                                             |                                  |       |
|      | |                            |                  |                                                             |                                  |       |
| 2x7  | „Bekerítve” | „Caged”                    | Richard J. Lewis | Elizabeth Devine & Carol Mendelsohn                         | 2001. november 8. /              | 30    |
| 2x7  | Míg Grissom és Nick egy restaurátor halálának ügyében nyomoznak, Catherine-t és Sara-t egy halálos vonatbalesethez hívják. Grissomék nehezen tudják eldönteni vajon gyilkosság vagy öngyilkosság történt, az eset kulcsfigurája az a munkás lehet, aki autizmusban szenved. |                            |                  |                                                             |                                  |       |
|      | |                            |                  |                                                             |                                  |       |
| 2x8  | „Las Vegas rabszolgái” | „Slaves of Las Vegas”      | Peter Markle     | Jerry Stahl                                                 | 2001. november 15. /             | 31    |
| 2x8  | Egy fiatal nő halála Grissom-ot és Catherine-t egy Las Vegas-i fetisiszta klubba vezeti. Az előzetes nyomok alapján a csapat egy brutálisan elkövetett gyilkosságot gyanít, azonban hamarosan kiderül, hogy a nő a klubban dolgozott. Ezalatt a csapat másik része egy rablás alatt elkövetett gyilkosságon dolgozik. - Vendégszereplő: Kelly Rowan, Marcia Cross, Melinda Clarke                                                                                       |                            |                  |                                                             |                                  |       |
|      | |                            |                  |                                                             |                                  |       |
| 2x9  | „A kaszinó” | „And Then There Were None” | John Patterson   | Story: Josh Berman Teleplay: Carol Mendelsohn & Eli Talbert | 2001. november 22. /             | 32    |
| 2x9  | Grissomék egy kaszinóban nyomoznak, ahol ártatlan áldozatokat lőttek le. Ezalatt Catherine és Sara a sivatag egy kietlen szakaszára mennek, hogy egy gyilkosság helyszínét megvizsgálják. Mindkét helyen talált bizonyítékok egyre inkább arra utalnak, hogy a két bűneset összefüggésben áll egymással. |                            |                  |                                                             |                                  |       |
|      | |                            |                  |                                                             |                                  |       |
| 2x10 | „Ellie” | „Ellie”                    | Charlie Correll  | Anthony E. Zuiker                                           | 2001. december 1. /              | 33    |
| 2x10 | Brass kapitány lánya belekeveredik egy gyilkossági ügybe, s ezért apja nem vehet részt a nyomozásban. Grissomot Warrick helyettesíti, a csapat pedig elindul az állítólagos turistatámadás nyomában. A gyanúsított a kapitány lánya. Eközben a bizonyítékok egyre inkább hamis pénz nyomára terelődik. |                            |                  |                                                             |                                  |       |
|      | |                            |                  |                                                             |                                  |       |
| 2x11 | „Kíntorna” | „Organ Grinder”            | Allison Liddi    | Elizabeth Devine & Ann Donahue                              | 2001. december 13. /             | 34    |
| 2x11 | A törvényszéki szakértők csapatát egy híres ingatlanügynök halálához hívnak ki, akit egy hotel liftjében találtak meg. A csapat rájön, hogy a férfit átöltöztették és valószínűleg halálos méreggel mérgezték meg. Azonban még őket is sokkolja, hogy a férfi szerveit eltávolították, mely az eset megoldását még inkább bonyolítja. |                            |                  |                                                             |                                  |       |
|      | |                            |                  |                                                             |                                  |       |
| 2x12 | „Nővérek” | „You've Got Male”          | Charlie Correll  | Marc Dube & Corey Miller                                    | 2001. december 20. /             | 35    |
| 2x12 | Amikor egy gyilkosság két áldozatát megtalálják egy építési területen, Grissom-ot és Sarah-t hívják a helyszínre. Kiderül, hogy az áldozatok testvérek voltak, és az egyikük egy börtönviselt férfival járt, aki jelen volt a gyilkosság helyszínén... |                            |                  |                                                             |                                  |       |
|      | |                            |                  |                                                             |                                  |       |
| 2x13 | „Személyazonosság” | „Identity Crisis”          | Kenneth Fink     | Ann Donahue & Anthony E. Zuiker                             | 2002. január 17. /               | 36    |
| 2x13 | Grissom és csapata egy gondosan megszervezett bűn helyszínét vizsgálják, s az áldozat Paul Millander-nek, a sorozatgyilkosnak legutóbbi kiszemeltje. Miután rájönnek, hogy minden egyes áldozat ugyanabban a hónapban született, kikövetkeztetik, hogy Grissom is ekkor született, így valószínűleg Ő lesz a következő. |                            |                  |                                                             |                                  |       |
|      | |                            |                  |                                                             |                                  |       |
| 2x14 | „Az ujj” | „The Finger”               | Richard J. Lewis | Danny Cannon & Carol Mendelsohn                             | 2002. január 31.                 | 37    |
| 2x14 | Catherine-t felkéri egy emberrabló, hogy biztosítson társaságot egy férfinek, akinek 1 millió dollár váltságdíjat kell kifizetni, különben megölik a szeretőjét. |                            |                  |                                                             |                                  |       |
|      | |                            |                  |                                                             |                                  |       |
| 2x15 | „A bizonyíték terhe” | „Burden of Proof”          | Kenneth Fink     | Ann Donahue                                                 | 2002. január 7.                  | 38    |
| 2x15 | Grissom egy las vegasi fotós gyilkosságát vizsgálja. A nyomozás során kiderül, hogy a fotóst lelőtték, s ez okozta a halálát, annak ellenére, hogy nincsenek golyó behatolási nyomok a holttesten. Grissom vezető szerepe is egy-két emberben megkérdőjeleződik. |                            |                  |                                                             |                                  |       |
|      | |                            |                  |                                                             |                                  |       |
| 2x16 | „Primum Non Nocere” | „Primum Non Nocere”        | Danny Cannon     | Andrew Lipsitz                                              | 2002. február 28.                | 39    |
| 2x16 | Amikor Terry Rivers lehengerli az ellenfél kapusát, hatalmas verekedés bontakozik ki. Miután a játékosok nagy nehezen felkászálódnak a földről, Terry-t holtan találják a földön, mély vágott sebbel. Grissom, Catherine és Sara elkezdik a nyomozást... |                            |                  |                                                             |                                  |       |
|      | |                            |                  |                                                             |                                  |       |
| 2x17 | „A bűnös szerzetes” | „Felonious Monk”           | Kenneth Fink     | Jerry Stahl                                                 | 2002. március 7.                 | 40    |
| 2x17 | Grissom négy szerzetes halálának ügyében nyomoz akiket egy buddhista templomban lőttek le, ima közben. Catherine újra elővesz egy régi ügyet, melyben legjobb barátját gyilkolták meg. S teszi mindezt azért, mivel a gyilkossággal gyanúsított férfi röviddel halála előtt új vallomást tesz és ártatlanságát vallja be... |                            |                  |                                                             |                                  |       |
|      | |                            |                  |                                                             |                                  |       |
| 2x18 | „ Az üldözés” | „Chasing the Bus”          | Richard J. Lewis | Eli Talbert                                                 | 2002. március 28.                | 41    |
| 2x18 | Egy 23 utast szállító busz, mely Los Angeles-ből Las Vegas-ba tartott 40 km-rel a célállomás előtt balesetet szenved és 9 ember meghal. Mielőtt a sofőr meghalt, még beszólt a központba, hogy a kormány működésképtelen volt és lehetetlenség kontrollálni a buszt. Miután a busz végül megállt, feltűnt mellette egy sportautó, amely mindvégig követte. |                            |                  |                                                             |                                  |       |
|      | |                            |                  |                                                             |                                  |       |
| 2x19 | „Becserkészve” | „Stalker”                  | Peter Markle     | Danny Cannon & Anthony E. Zuiker                            | 2002. április 4.                 | 42    |
| 2x19 | Jane Galloway állandó félelemben él. Ajtaján három zár, a riasztó rendszer mindig aktiválva van, hiszen valaki rettegésben tartja. Azonban Jane elővigyázatossága ellenére a zaklatónak sikerül bejutni és megöli a nőt. Amikor a helyszínelők megérkeznek, borzasztó látvány fogadja őket. Vajon ki ölte meg a nőt és hogyan sikerült a gyilkosnak bejutni a házba? |                            |                  |                                                             |                                  |       |
|      | |                            |                  |                                                             |                                  |       |
| 2x20 | „Macskabölcső” | „Cats in the Cradle”       | Richard J. Lewis | Kris Dobkin                                                 | 2002. április 25.                | 43    |
| 2x20 | Grissom és Catherine egy 80 éves megkéselt asszony halálának körülményeit próbálják kideríteni, aki egy olyan lerobbant házban lakott, mely telis-tele van macskákkal. Eközben Nick és Sara egy autó maradékát fésülik át, bombarobbantás után, s valószínű a robbantás nem a terv szerint alakult. |                            |                  |                                                             |                                  |       |
|      | |                            |                  |                                                             |                                  |       |
| 2x21 | „Lúgos hatás” | „Anatomy of a Lye”         | Kenneth Fink     | Josh Berman & Andrew Lipsitz                                | 2002. május 2.                   | 44    |
| 2x21 | Grissom és Sara egy parkban talált holttest ügyében nyomoz, melyet lúgba mártottak. Nick pedig azt próbálja kideríteni, hogyan fulladhatott meg egy turista a sivatagban. |                            |                  |                                                             |                                  |       |
|      | |                            |                  |                                                             |                                  |       |
| 2x22 | „Hatáskör” | „Cross Jurisdictions”      | Danny Cannon     | Ann Donahue & Carol Mendelsohn & Anthony E. Zuiker          | 2002. május 9.                   | 45    |
| 2x22 | Grissom és csapata egy rejtélyes ügyben nyomoz. A város rendőrfőnökét brutálisan meggyilkolják a házában, egy vad parti után felesége és 7 éves lányuk pedig eltűnik. Miami egyik kietlen bekötő útján egy magányos kislányt látnak bolyongani, ezért Catherine és Warrick Miamiba repül, hogy a végére járjon az ügynek a helyi erők segítségével. |                            |                  |                                                             |                                  |       |
|      | |                            |                  |                                                             |                                  |       |
| 2x23 | „Az éhező művész” | „The Hunger Artist”        | Richard J. Lewis | Jerry Stahl                                                 | 2002. május 16.                  | 46    |
| 2x23 | A helyszínelők egy azonosíthatatlan női testre bukkannak. A szörnyen eldeformálódott arc tele van sebhelyekkel, vágásokkal. Egy hatalmas kör alakú lyukat is találnak az arcon, mégpedig arcának bal felületén.. Úgy tűnik valaki nemcsak, hogy halottnak akarta tudni, hanem teljesen el akarta rondítani. |                            |                  |                                                             |                                  |       |
|      | |                            |                  |                                                             |                                  |       |